# JoongAng Seoul Marathon

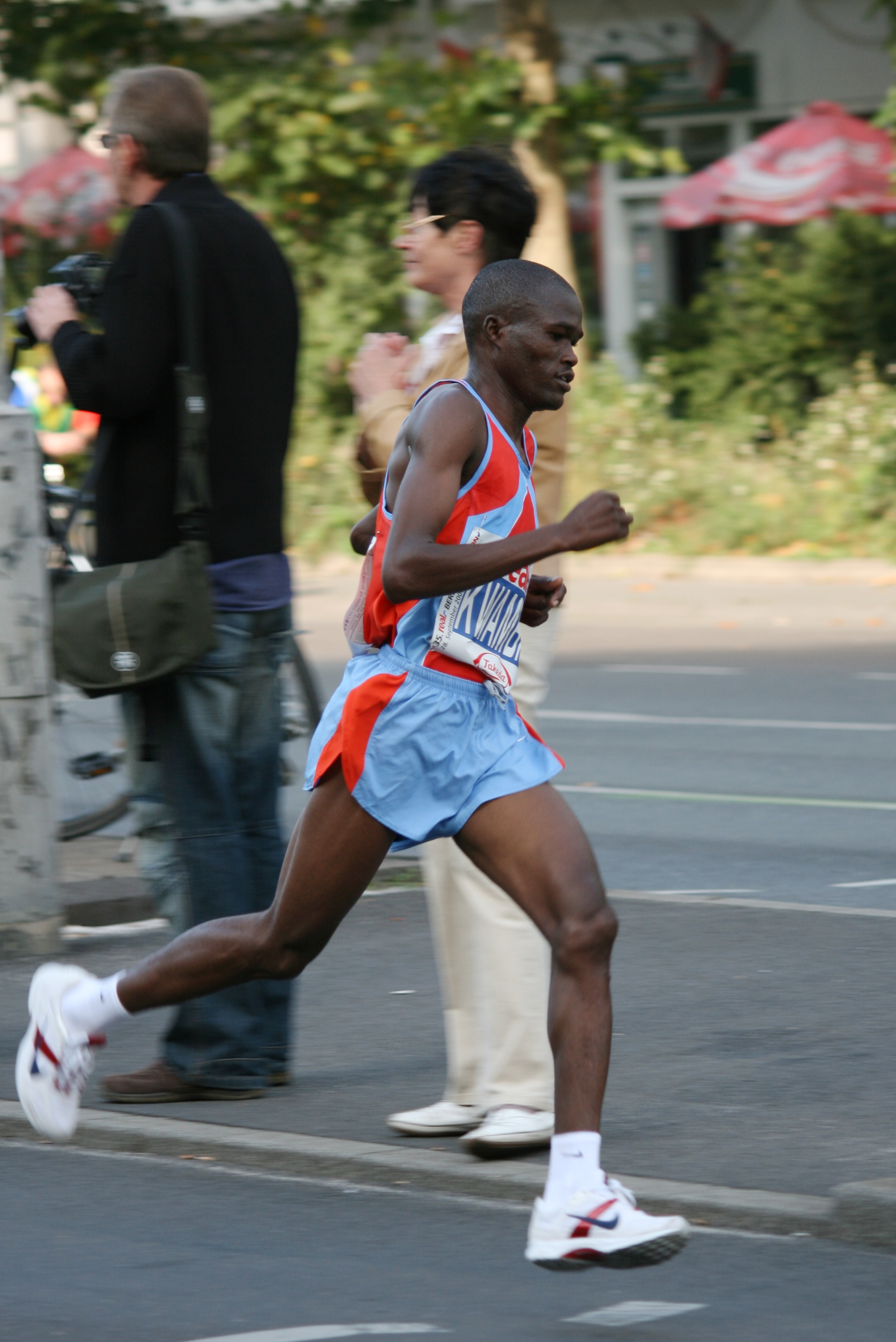
James Kipsang Kwambai – der kenianische Marathon-Sieger von 2011, 2012 und 2013

Der JoongAng Seoul Marathon ist ein Marathon, der jährlich im November in Seoul stattfindet. Von der Zeitung JoongAng Ilbo 1999 als 10-km-Lauf und Halbmarathon ins Leben gerufen, gehört seit dem Jahr 2002 die 42,195-km-Strecke zum Programm.

## Organisation
Der Start ist in der Nähe des Olympiastadions im südwestlichen Stadtbezirk Songpa, durch den der erste Teil des Kurses verläuft. Der zweite Teil besteht aus einer Wendepunktstrecke, die in Richtung Seongnam südlich aus der Stadt herausführt. Das Ziel befindet sich im Olympiastadion.
Am 5. November 2017 wurde hier das 19. Rennen ausgetragen.

## Statistik

### Streckenrekorde
- Männer: 2:05:29, Shifera Tamru (ETH), 2019
- Frauen: 2:29:32, Lee Eun-jung (KOR), 2007

### Siegerliste
Quellen: Website des Veranstalters, AIMS

#### Marathon
| Datum        | Männer                    | Nation    | Zeit    | Frauen             | Nation              | Zeit    |
| ------------ | ------------------------- | --------- | ------- | ------------------ | ------------------- | ------- |
| 3. Nov. 2019 | Shifera Tamru             | Äthiopien | 2:05:29 | Lee Sook-jung      | Südkorea            | 2:48:15 |
| 4. Nov. 2018 | Asefa Mengstu             | Äthiopien | 2:08:11 | Kim Seong-eun      | Südkorea            | 2:38:47 |
| 5. Nov. 2017 | Thomas Rono               | Kenia     | 2:09:13 | Kim Do-yeon        | Südkorea            | 2:31:24 |
| 6. Nov. 2016 | Joel Kimurer Kemboi       | Kenia     | 2:08:07 | Kim Sun-ae         | Südkorea            | 2:44:13 |
| 1. Nov. 2015 | Tebalu Zawude Heyi        | Äthiopien | 2:08:46 | Park Ho-sun -2-    | Südkorea            | 2:36:30 |
| 9. Nov. 2014 | Feyisa Bekele Woldemikael | Äthiopien | 2:07:43 | Ahn Seul-ki        | Südkorea            | 2:37:47 |
| 3. Nov. 2013 | James Kipsang Kwambai -3- | Kenia     | 2:06:25 | Park Ho-sun        | Südkorea            | 2:31:32 |
| 4. Nov. 2012 | James Kipsang Kwambai -2- | Kenia     | 2:05:50 | Choi Kyung-hee -2- | Südkorea            | 2:39:20 |
| 6. Nov. 2011 | James Kipsang Kwambai     | Kenia     | 2:08:50 | Choi Kyung-hee     | Südkorea            | 2:40:49 |
| 7. Nov. 2010 | David Kemboi Kiyeng       | Kenia     | 2:08:15 | Kim Eun-jung       | Südkorea            | 2:44:25 |
| 1. Nov. 2009 | Francis Kibiwott Larabal  | Kenia     | 2:09:00 | Lee Sun-young -2-  | Südkorea            | 2:34:22 |
| 2. Nov. 2008 | Solomon Molla             | Äthiopien | 2:08:46 | Lee Sun-young      | Südkorea            | 2:29:58 |
| 4. Nov. 2007 | Joshua Chelanga           | Kenia     | 2:08:14 | Lee Eun-jung       | Südkorea            | 2:29:32 |
| 5. Nov. 2006 | Jason Mbote               | Kenia     | 2:08:13 | Kim Hye-kyong      | Südkorea            | 2:40:36 |
| 6. Nov. 2005 | William Kiplagat          | Kenia     | 2:08:27 | Kwon Keun-young    | Südkorea            | 2:49:09 |
| 7. Nov. 2004 | Pavel Loskutov -2-        | Estland   | 2:09:34 | Zhang Shujing      | Volksrepublik China | 2:36:22 |
| 2. Nov. 2003 | Pavel Loskutov            | Estland   | 2:09:15 | Chung Yun-hee      | Südkorea            | 2:30:50 |
| 3. Nov. 2002 | Mbarak Kipkorir Hussein   | Kenia     | 2:09:46 | Oh Jung-hee        | Südkorea            | 2:37:58 |

#### Halbmarathon
| Datum        | Männer         | Nation   | Zeit    | Frauen      | Nation   | Zeit    |
| ------------ | -------------- | -------- | ------- | ----------- | -------- | ------- |
| 4. Nov. 2001 | John Nada Saya | Tansania | 1:01:58 | Bae Hae-jin | Südkorea | 1:13:06 |
| 2000         | Yoo Young-jin  | Südkorea | 1:04:06 | Yun Sun-suk | Südkorea | 1:13:31 |
| 1999         | Baek Seung-do  | Südkorea | 1:04:41 | Kwon Eun-ju | Südkorea | 1:13:58 |

### Entwicklung der Finisherzahlen
| Jahr | Marathon | davon Frauen | 10 km | davon Frauen | Halbmarathon | davon Frauen |
| ---- | -------- | ------------ | ----- | ------------ | ------------ | ------------ |
| 2010 | 7938     | 633          | 4970  | 1075         | ---          | ---          |
| 2009 | 6517     | 480          | 4221  | 0867         | ---          | ---          |
| 2008 | 8270     | 637          | 5287  | 1259         | ---          | ---          |
| 2007 | 7789     | 495          | 5073  | 1175         | ---          | ---          |
| 2006 | 7053     | 478          | 4589  | 0922         | ---          | ---          |
| 2005 | 9322     | 585          | 5684  | 1263         | ---          | ---          |
| 2004 | 6414     | 325          | 8103  | 1779         | ---          | ---          |
| 2003 | 6188     | 282          | 7426  | 1655         | ---          | ---          |
| 2002 | 1115     | 025          | 7121  | 1744         | 6863         | 610          |
| 2001 | ---      | ---          | 7831  | 1610         | 7381         | 491          |
| 2000 | ---      | ---          | 4727  | 0830         | 4680         | 271          |
| 1999 | ---      | ---          | 3700  | 0502         | 3175         | 149          |